# Escuela del Barrio de la Puebla
La escuela del Barrio de la Puebla, conocida en la actualidad como Colegio Modesto Lafuente, es un centro educativo histórico de la ciudad de Palencia (España). Se encuentra situado en la avenida Isabel II esquina a la calle Mariano Prieto de la capital palentina. Fue declarado Bien de Interés Cultural el 25 de septiembre de 1998 con categoría de Monumento.

## Historia y descripción
El edificio, construido en 1897 por el arquitecto e histopriador vallisoletano Juan Agapito y Revilla, presenta rasgos de la Arquitectura ecléctica de fines del siglo XIX con cierto carácter neomudéjar, tendencias arquitectónicas de moda en la época en que se construyó. Es una buena muestra de la arquitectura funcional aplicada a los centros de enseñanza, a la vez que introduce elementos decorativos originales.
Su construcción se llevó a cabo atendiendo a los principios de sencillez, calidad y economía, utilizándose predominantemente ladrillo, piedra y madera como materiales. Las diferentes normas constructivas seguidas por el arquitecto en este grupo escolar están íntimamente relacionadas con el ideario de la renovación pedagógica del fin de siglo español. Se establece una clara división entre escuela de niños y niñas, reflejo de la educación sexista vigente en el siglo XIX.
La "ratio" de 60 alumnos por aula, el establecimiento de espacios lúdicos y recreativos y el cuidado de la luz, con entradas de luz bilateral en las salas de clases, son otras consideraciones tenidas en cuenta por el arquitecto a fin de mejorar las condiciones de la escuela. 

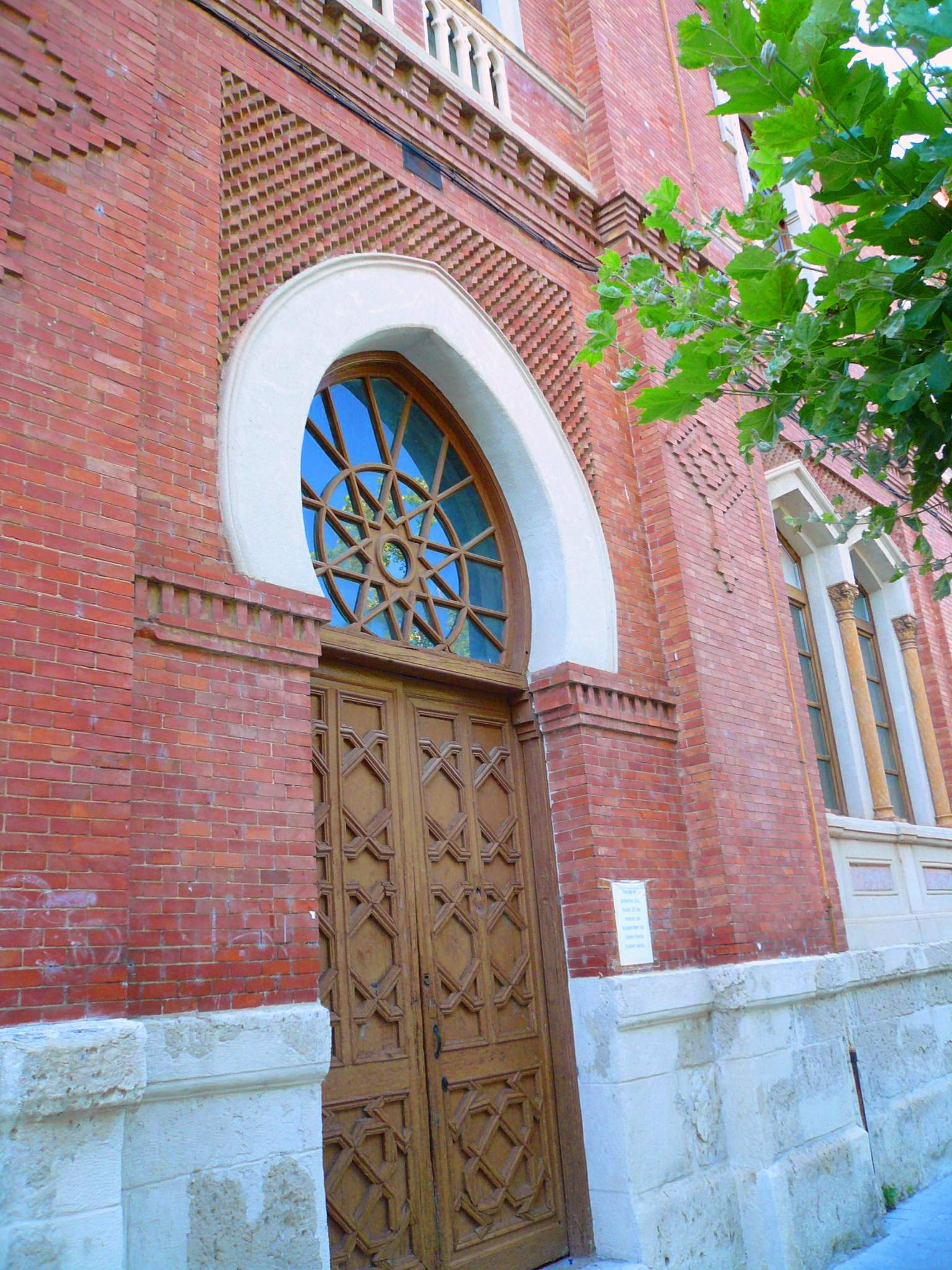
Detalle de la fachada.

En cuanto a las dependencias, tanto la escuela de niñas (fachada a la calle de la Corredera), como la escuela de niños (fachada a calle de la Plata), se proyectaron con vestíbulo, guardarropa, sala de clases, galería cerrada, fuente y lavabos, retretes, cuarto para almacenar enseres viejos, así como patio de recreo, con espacios libres para el juego y jardines. En la planta principal se situarán las habitaciones particulares de los maestros.
La fachada principal del edificio mira hacia el Paseo del Salón, y es excelente muestra del estilo neomudéjar con inspiración en el arte islámico. Presenta dos cuerpos, correspondientes a los dos pisos del edificio, separados por una imposta o moldura muy decorada. El cuerpo inferior se anima con originales ajimeces rematados en triángulo, mientras que el acceso al edificio se hace por dos grandes puertas laterales con arcos túmidos. El piso superior muestra ventanas rematadas también con arcos túmidos, con alfiz, alguno de los cuales va decorado con sebka. Finalmente, un friso de almenas y un cuerpo con el escudo de la ciudad remata el conjunto, uno de los mejores exponentes de la arquitectura civil de Palencia del siglo XIX.